# Mugeni
Mugeni (en hongrois: Bögöz) est une commune roumaine du județ de Harghita, dans la région historique de Transylvanie. Elle est composée des huit villages suivants:
- Aluniș (Székelymagyaros)
- Beta (Béta)
- Dejuțiu (Décsfalva)
- Dobeni (Székelydobó)
- Lutița (Agyagfalva)
- Mătișeni (Mátisfalva)
- Mugeni, siège de la commune
- Tăietura (Vágás)

## Localisation
Mugeni est située dans la partie sud-ouest du comté de Harghita, à l'est de la Transylvanie dans le Pays Sicule, sur les rives de la rivière Târnava Mare, à 11 km de la ville de Odorheiu Secuiesc et à 62 km de la ville de Miercurea Ciuc.

## Monuments et lieux touristiques
- L'église unitarienne du village de Mugeni (construction XVe siècle), monument historique
- L'église réformée du village de Mugeni (construite au XVe siècle), monument historique
- L'église réformée du village de Lutița (construite au XVe siècle), monument historique
- L'église réformée du village de Mătișeni (construction XVe siècle), monument historique
- Site archéologique Kétárok köze, village Lutița
- Site archéologique Kerekhely, village Dejuțiu
- Rivière Târnava Mare